# Verinha Darcy
Vera Dulce Perez Teixeira de Carvalho, mais conhecida como Verinha Darcy (São Paulo, 30 de outubro de 1946 - 30 de setembro de 1979), foi uma atriz brasileira. Foi uma das primeiras estrelas mirins da televisão brasileira. Seu papel mais notável foi em Pollyana, novela da TV Tupi São Paulo. Foi também a primeira estrela infanto-juvenil da TV Cultura, tendo protagonizado duas novelas na recém-fundada emissora paulistana.
Era filha da locutora, atriz e apresentadora Elizabeth Darcy e irmã do locutor esportivo Silvio Luiz.

## Biografia
Estreou como atriz de radio-teatro aos cinco anos. Com a ida de sua mãe, Elizabeth Darcy, para a TV Tupi, Verinha Darcy começou a fazer televisão. Trabalhou com Júlio Gouveia e Tatiana Belinky que tinham o grupo do Tesp e eram responsáveis na emissora pelos programas infantis.
Com sete anos, em 1954, estrelou A Pequena Vendedora de Fósforos, adaptação do conto de Andersen para o programa Música e Fantasia, na Tupi. Em 1955, participou de Amor à Terra, para o programa TV de Vanguarda.
Em 1956, Verinha Darcy protagonizou a telenovela Pollyana, um grande sucesso da emissora.
Permaneceu ativa até o fim da década de 1960. Protagonizou a telenovela A Cabeçuda, em 1960, pela TV Cultura, trama esta direcionada ao público juvenil. Outra telenovela estrelada por Verinha na Cultura foi Clarissa, de 1961, história baseada na obra de Érico Veríssimo. Esteve no elenco da telenovela Redenção, da Excelsior, em 1967. Sua última novela que se tem registro foi A Última Testemunha, da Record, em 1968.
Morreu em 30 de setembro de 1979. Sua morte sequer foi noticiada na época e permaneceu pouco comentada desde então. Irmão da atriz, o locutor esportivo Silvio Luiz, disse em entrevista ao podcast Entre Amigos, do jornalista Flávio Prado, que Verinha foi assassinada pelo marido, Murillo de Oliveira Villela, após uma briga doméstica. De acordo com Silvio, o marido da atriz tinha amizades influentes que ajudaram a abafar o caso.

## Na cultura popular
A atriz foi a inspiração para a canção Verinha, composta e cantada por Juca Chaves. A artista manifestou admiração pelo cantor, embora negasse que houvesse um relacionamento — Verinha tinha 14 anos na época.

## Filmografia
| Ano       | Título                     | Personagem          | Notas                                       |
| --------- | -------------------------- | ------------------- | ------------------------------------------- |
| 1954      | Música e Fantasia          | Menina              | Episódio: "A Pequena Vendedora de Fósforos" |
| 1954-1956 | TV de Vanguarda            | Vários personagens  | 6 episódios                                 |
| 1956-1957 | Pollyanna                  | Pollyanna Whittier  |                                             |
| 1956      | Heidi                      | Heidi               |                                             |
| 1958      | Pollyana Moça              | Pollyanna Whittier  |                                             |
| 1958      | As Aventuras de Tom Sawyer | —                   |                                             |
| 1959      | Angélika                   | Inge                |                                             |
| 1960-1961 | A Cabeçuda                 | —                   |                                             |
| 1961      | Clarissa                   | Clarissa            |                                             |
| 1966-1968 | Redenção                   | Glória Camargo Maia |                                             |
| 1968      | A Última Testemunha        | Isabel              |                                             |